# Bistum Civitavecchia
Das Bistum Civitavecchia (lateinisch Dioecesis Centumcellarum) war eine römisch-katholische Diözese in Italien mit Bischofssitz in Civitavecchia. Es war als immediates Bistum dem Heiligen Stuhl direkt unterstellt.
Das Bistum Civitavecchia wurde am 10. Dezember 1825 aus Gebietsabtretungen des Bistums Viterbo e Tuscania errichtet und durch den Bischof von Porto e Santa Rufina verwaltet. Bereits am 14. Juni 1854 wurde das Bistum Civitavecchia mit dem Bistum Tarquinia zum Bistum Tarquinia e Civitavecchia vereinigt.